# Сириос-Гира, Витаутас
Ви́таутас Си́риос-Ги́ра (лит. Vytautas Sirijos Gira; 12 апреля 1911, Вильна — 14 февраля 1997, Вильнюс) — литовский, советский поэт, прозаик, переводчик; сын писателя Людаса Гиры. Сириос — псевдоним, ставший вместе с фамилией литературным именем.

## Биография
С 1920 года жил в Каунасе. В 1931 года закончил каунасскую иезуитскую гимназию и в том же году выпустил первую книгу стихотворений «Гол в будущее». В 1931-1936 годах обучался медицине в Университете Витовта Великого. Работал журналистом, учителем. В зрелом возрасте закончил Вильнюсский университет, получил диплом (1949) и работал врачом.
Жена Альмоне Сириос-Гирене (Almonė Sirijos Girienė), дочь Дануте Сириос-Гирайте (Danutė Sirijos Giraitė), сын Альгирдас Сириос-Гира (Algirdas Sirijos Gira).

## Творчество
Выпустил несколько сборников стихотворений и романов. Первый роман «Буэнос-Айрес» (1956) изображает довоенный Каунас.
Автор пьес. Соавтор сценария кинофильма «Адам хочет быть человеком» (соавтор сценария и режиссёр Витаутас Жалакявичюс; 1959).
Перевёл на литовский язык поэму Адама Мицкевича «Гражина», произведения Михаила Зощенко, Коцюбинского.
Произведения переводились на немецкий, польский, русский, чешский, эстонский и другие языки.

## Книги стихотворений
- Golas į ateitį. Klaipėda, 1931.
- Širdys formaline. 1934.
- Mergaitės ir asonansai. 1935.
- Šešėliai nuo ekrano. 1937.
- Pro amžių bėgį. 1947.

## Сборники рассказов и повестей
- Žmonės iš didžiojo laivo. 1951.
- Susitikimas su Brunhilda. 1974.
- Aleksoto tiltas. 1979.

## Романы
- Buenos Airės. Vilnius, 1956.
- Štai ir viskas. 1963.
- Voratinkliai draikės be vėjo. 1968.
- Raudonmedžio rojus. 1972.
- Bėgimas nuo šešėlio. 1975.
- Kai neliepsnojo tik vanduo. 1980.
- Kanarėlės. 1983.
- Nakties muzika. 1986.
- Paskutinis sekmadienis. 1989

## Пьесы
- Ponas Pirsonas jau nebegrįš: 4 veiksmų 7 paveikslų pjesė. Vilnius, 1953.
- Aštuntojo laivyno draugiškas vizitas: 4 veiksmų, 7 paveikslų pjesė. Vilnius, 1954.